# Nompanim
Nompanim (en Chibcha "Vasija de León") fue el penúltimo cacique muisca, jefe de la Confederación de Iraca que vivió en el siglo XVI. Fue sucesor del cacique apodado El Bermejo, y predecesor del último cacique, el legendario Sugamuxi. Se le conoce junto a Nemequené como uno de los grandes legisladores precolombinos.

## Biografía

### Cacicazgo
Nonpanim era hijo de un noble iraca, llamado Rivesaqui. Fue elegido como cacique luego de una disputa entre los señores de las tribus de Tobazá y Firavitoba, y cuyos electores eran los jefes de Gámeza, Busbanzá, Pesca y Toca. Su elección puso fin a un largo enfrentamiento por falta de un sucesor de sangre legítimo. En caso de desacuerdo se recurría al señor de Tundama. Esto sucedió antes de la llegada de los españoles a América.

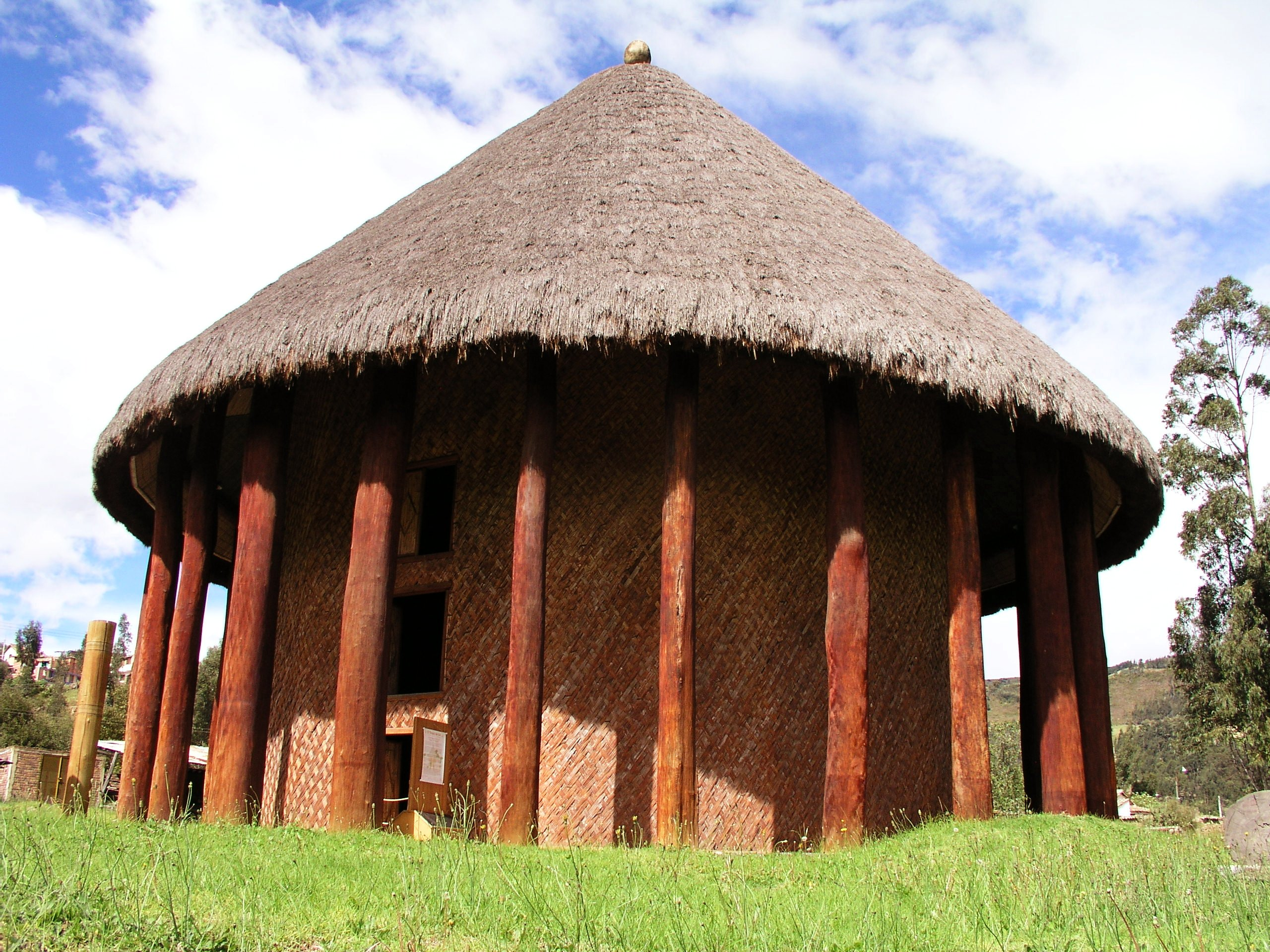
Templo del Sol, residencia de Nompanim, actual Sogamoso, Colombia

Nompamim fue elegido como representante de la tribu de Tobazá tras una temporada en que usurpó el poder un cacique llamado el Bermejo, nombre que se le dio en español porque supuestamente era pelirrojo, y a quien vencieron las tribus de los electores del cacicazgo.
Como cacique, Nompanim apoyó al Zaque Quemuenchatocha en su guerra contra el Zipa Nemequene, comandando un ejército de 12.000 guerreros. Se le atribuye haber sido el cacique de Iraca que recibió a los conquistadores españoles.

### Legislación
Se sabe de su implantación de normas de convivencia entre sus súbditos, como en su momento lo hizo Hammurabi con los babilonios. Dichas leyes eran castigos para conductas como el hurto y el homicidio.
Una de esas normas indicaba que el que hurtara debía ser llevado ante el cacique y debía mirarlo directamente a los ojos, que según se creía, podía matar a quién lo hiciera. Ésta se considera la última legislación penal previa a la implantación de las leyes españolas. Se le menciona como gran legislador al nivel de Nemequene y el mito de Bochica.
Murió cerca al año 1514.